# موکونزی
موکونزی (به ایتالیایی: Moconesi) یک کومونه در ایتالیا است که در استان جنوا واقع شده‌است.

## خصوصیات
موکونزی ۱۶٫۱ کیلومترمربع مساحت و ۲٬۶۸۴ نفر جمعیت دارد و ۱۲۹ متر بالاتر از سطح دریا واقع شده‌است.